# Hastsal
Hastsal es una ciudad censal situada en el distrito de Delhi occidental,  en el territorio de la capital nacional,  Delhi (India). Su población es de 176877 habitantes (2011). 

## Demografía
Según el censo de 2011 la población de Hastsal era de 176877 habitantes, de los cuales 94833 eran hombres y 82044 eran mujeres. Hastsal tiene una tasa media de alfabetización del 83,71%, inferior a la media estatal del 86,21%: la alfabetización masculina es del 90,51%, y la alfabetización femenina del 75,84%.